# Sh2-14
Sh2-14 est un objet controversé situé dans la constellation du Scorpion.
Puisqu'il est répertorié dans le catalogue Sharpless, on suppose qu'il s'agit d'une région H II. Selon ce catalogue, elle a une taille de deux minutes d'arc. Cependant, les études ultérieures visant à déterminer la distance aux nuages galactiques connus n'ont pas réussi à trouver d'objet aux coordonnées données par Sharpless, y compris l'étude de 1982 réalisée par Blitz et d'autres scientifiques, qui a explicitement signalé que l'objet n'a pas été trouvé, car il n'existe pas à ces coordonnées. La base de données SIMBAD rapporte des coordonnées pour cette nébuleuse qui ne semblent en aucun cas coïncider avec celles fournies par Sharpless, pointant plutôt vers la nébuleuse Sh2-23, située à des latitudes galactiques élevées dans une région différente du ciel. SIMBAD rapporte également, entre autres noms, LBN 13, dont les coordonnées coïncident en fait avec Sh2-23. Une confusion supplémentaire vient du fait que le site Galaxy Map, bien qu'interprétant correctement les coordonnées données par Sharpless, place incorrectement l'objet dans la constellation du Loup.